# Belgische kwalificatie voor het Europees kampioenschap voetbal 2008
België nam van augustus 2006 tot november 2007 deel aan de kwalificatiecampagne voor het EK 2008 in Oostenrijk en Zwitserland, maar wist zich niet te plaatsen voor het eindtoernooi. Het was de eerste van twee onsuccesvolle kwalificatiecampagnes onder bondscoach René Vandereycken. De Rode Duivels werden in hun groep vijfde met tien punten achterstand op groepswinnaar Polen.

## Kwalificatie

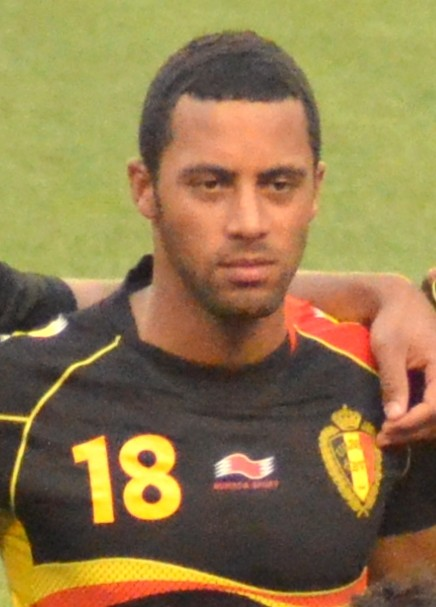
Mousa Dembélé werd topschutter met vier doelpunten.

Bondscoach René Vandereycken had in de aanloop naar de EK-kwalificatiecampagne onder meer de 19-jarige Mousa Dembélé en de 18-jarige Steven Defour laten debuteren in de nationale ploeg en zou ook tijdens de campagne nog verscheidene jongeren voor het eerst selecteren. Onder meer Marouane Fellaini, Maarten Martens, Jan Vertonghen, Tom De Mul en Kevin Mirallas maakten onder Vandereycken hun debuut.
België begon reeds op 16 augustus 2006 aan de kwalificatiecampagne voor het EK 2008. Ondanks de vele jeugdige talenten slaagde België er niet in om zijn openingswedstrijd te winnen. De Rode Duivels kwamen in het Constant Vanden Stockstadion niet verder dan een scoreloos gelijkspel tegen het bescheiden voetballand Kazachstan. Een maand later won het elftal van Vandereycken met het kleinste verschil van Armenië. Daniel Van Buyten scoorde kort voor de rust het enige doelpunt van de wedstrijd.
Op 7 oktober 2006 volgde de belangrijke uitwedstrijd tegen Servië. De Belgen verloren het duel met 1-0 na een doelpunt van Nikola Žigić. Het was de eerste nederlaag onder Vandereycken. Enkele dagen later wonnen de Duivels overtuigend van Azerbeidzjan. Het werd 3-0 dankzij goals van Timmy Simons, Kevin Vandenbergh en Dembélé.
Een maand later stond de eerste confrontatie met Polen op het programma. De wedstrijd kon na de nederlaag tegen Servië best gewonnen worden. Maar het belangrijk duel werd door een angstig België uiteindelijk met 0-1 verloren. Na 18 minuten strafte Radosław Matusiak een fout van Van Buyten af.
In het kalenderjaar 2007 stapelde het team van Vandereycken de nederlagen op. Eerst werd er in een vriendschappelijk duel verloren van Tsjechië, nadien moesten de Rode Duivels ook in de EK-kwalificatiecampagne meermaals hun meerdere erkennen. In maart 2007 verloren de Duivels met zware cijfers van Portugal. Het werd 4-0 na goals van Cristiano Ronaldo (2x), Nuno Gomes en Ricardo Quaresma. Voor het duel had doelman Stijn Stijnen zijn ploeggenoten opgeroepen "om Ronaldo zo hard aan te pakken dat hij al na twee minuten van het veld moest gedragen worden". Stijnen werd voor die uitspraak bestraft door de UEFA. Drie maanden later volgde de terugwedstrijd tegen Portugal. Voor eigen volk hielden de Rode Duivels langer stand. Er werd met 1-2 verloren; de jonge middenvelder Fellaini scoorde zijn eerste doelpunt voor de nationale ploeg. Vier dagen later verloren de Duivels ook verrassend van Finland. Het werd 2-0 na doelpunten van Jonatan Johansson en Aleksej Jerjomenko. Het was de vijfde opeenvolgende nederlaag voor het team van Vandereycken. Hoewel België mathematisch nog niet uitgeschakeld was, was er nog amper vertrouwen in een goede afloop.
In augustus 2008 kreeg België nog een sprankeltje hoop. Vandereycken zette volop in op de jeugd en stelde een basiselftal op van gemiddeld 25 jaar. De jonge Rode Duivels wonnen thuis met 3-2 van Servië. Dembélé was de uitblinker met twee doelpunten. Kevin Mirallas scoorde de derde Belgische goal.
De weinige hoop verdween echter snel, want in de volgende twee duels raakte België niet verder dan een gelijkspel. Eerst speelden de Duivels voor de tweede keer in de kwalificatiecampagne gelijk tegen Kazachstan. Het werd 2-2 na doelpunten van Karel Geraerts en Mirallas. De Duivels gaven in dat duel een 0-2-voorsprong uit handen. Een maand later, in oktober 2007, eindigde het thuisduel tegen het stugge Finland in een scoreloos gelijkspel. Daardoor waren de Belgen nu zeker van de uitschakeling.
Vier dagen nadien won België voor eigen volk met 3-0 van Armenië dankzij doelpunten van Wesley Sonck, Dembélé en Geraerts. De Belgen begonnen slecht aan de wedstrijd, maar wisten in het laatste half uur nog drie goals te maken. Precies een maand later gingen de Duivels op het veld van latere groepswinnaar Polen met 2-0 verliezen. Euzebiusz Smolarek maakte beide Poolse doelpunten.
Op 21 november 2007 zat de lange en onsuccesvolle kwalificatiecampagne erop. België sloot de campagne af met een nipte zege op het veld van Azerbeidzjan. Het werd 0-1 na een doelpunt van Luigi Pieroni in de 51e minuut.
Door de onsuccesvolle kwalificatiecampagne en slechte resultaten tegen bescheiden voetballanden als Azerbeidzjan, Armenië en Kazachstan kwam Vandereycken onder druk te staan. In december 2007, een maand na de laatste kwalificatiewedstrijd, zat de Koninklijke Belgische Voetbalbond (KBVB) samen om over het lot van de bondscoach te beslissen. Elf personen hadden nog vertrouwen in de bondscoach, tien personen stemden voor een ontslag.

### Kwalificatieduels
| 16 augustus 2006  | België       | 0 – 0 | Kazachstan   |
| 6 september 2006  | Armenië      | 0 – 1 | België       |
| 7 oktober 2006    | Servië       | 1 – 0 | België       |
| 11 oktober 2006   | België       | 3 – 0 | Azerbeidzjan |
| 15 november 2006  | België       | 0 – 1 | Polen        |
| 24 maart 2007     | Portugal     | 4 – 0 | België       |
| 2 juni 2007       | België       | 1 – 2 | Portugal     |
| 6 juni 2007       | Finland      | 2 – 0 | België       |
| 22 augustus 2007  | België       | 3 – 2 | Servië       |
| 12 september 2007 | Kazachstan   | 2 – 2 | België       |
| 13 oktober 2007   | België       | 0 – 0 | Finland      |
| 17 oktober 2007   | België       | 3 – 0 | Armenië      |
| 17 november 2007  | Polen        | 2 – 0 | België       |
| 21 november 2007  | Azerbeidzjan | 0 – 1 | België       |

### Stand groep A
| Land         | Wed | Win | Gel | Ver | DV | DT | +/- | Pnt |
| ------------ | --- | --- | --- | --- | -- | -- | --- | --- |
| Polen        | 14  | 8   | 4   | 2   | 24 | 12 | 12  | 28  |
| Portugal     | 14  | 7   | 6   | 1   | 25 | 11 | 14  | 27  |
| Servië       | 14  | 6   | 6   | 2   | 23 | 12 | 11  | 24  |
| Finland      | 14  | 6   | 6   | 2   | 13 | 7  | 6   | 24  |
| België       | 14  | 5   | 3   | 6   | 14 | 16 | -2  | 18  |
| Kazachstan   | 14  | 2   | 4   | 8   | 11 | 21 | -10 | 10  |
| Armenië      | 12  | 2   | 3   | 7   | 4  | 13 | -9  | 9   |
| Azerbeidzjan | 12  | 1   | 2   | 9   | 6  | 28 | -22 | 5   |

## Technische staf
| Naam              | Functie           |
| ----------------- | ----------------- |
| Technische staf   |                   |
| René Vandereycken | Bondscoach        |
| Stéphane Demol    | Assistent-trainer |
| Theo Custers      | Keeperstrainer    |

## Uitrustingen
Sportmerk: Nike
| Thuis | Uit | Alternatief | Doelman |

## Doelpuntenmakers
| Naam              | Goals | GW |
| ----------------- | ----- | -- |
| Mousa Dembélé     | 4     | 10 |
| Karel Geraerts    | 2     | 11 |
| Kevin Mirallas    | 2     | 6  |
| Timmy Simons      | 1     | 11 |
| Daniel Van Buyten | 1     | 10 |
| Marouane Fellaini | 1     | 7  |
| Luigi Pieroni     | 1     | 7  |
| Kevin Vandenbergh | 1     | 3  |
| Wesley Sonck      | 1     | 2  |

KBVB · A-internationals · Selecties · Statistieken · Bondscoaches · Belgisch vrouwenelftal · Olympisch elftal · België U21 · België U20 · België U19 · België U18 · België U17 · België U16 · Vrouwen U19 · Vrouwen U17
Albanië ·
Algerije ·
Andorra ·
Argentinië ·
Armenië ·
Australië ·
Azerbeidzjan ·
Bosnië en Herzegovina · 
Brazilië ·
Bulgarije ·
Burkina Faso ·
Canada ·
Chili ·
Colombia ·
Costa Rica ·
Cyprus ·
DDR ·
Denemarken ·
Duitsland ·
Egypte ·
El Salvador ·
Engeland ·
Estland ·
Faeröer ·
Finland ·
Frankrijk ·
Gabon ·
Gibraltar ·
Griekenland ·
Hongarije ·
Ierland ·
IJsland ·
Irak ·
Israël ·
Italië ·
Ivoorkust ·
Japan ·
Joegoslavië ·
Kazachstan ·
Kroatië · 
Letland ·
Litouwen ·
Luxemburg ·
Malta ·
Marokko ·
Mexico ·
Montenegro · 
Nederland ·
Noord-Ierland ·
Noord-Macedonië ·
Noorwegen ·
Oekraïne ·
Oostenrijk ·
Panama · 
Paraguay ·
Peru ·
Polen ·
Portugal ·
Qatar ·
Roemenië ·
Rusland ·
San Marino ·
Saoedi-Arabië ·
Schotland ·
Servië ·
Servië en Montenegro ·
Slovenië ·
Slowakije ·
Sovjet-Unie ·
Spanje ·
Tsjechië ·
Tsjecho-Slowakije ·
Tunesië · 
Turkije · 
Uruguay · 
Verenigde Staten · 
Wales · 
Wit-Rusland ·
Zambia · 
Zuid-Korea · 
Zweden · 
Zwitserland
Algerije (2014) ·
Argentinië (2014) · 
Brazilië (2018) · 
Canada (2022) · 
Denemarken (2021) · 
Engeland (2018, 1) · 
Engeland (2018, 2) · 
Finland (2021) · 
Frankrijk (1904) ·
Frankrijk (2018) · 
Ierland (2016) · 
Italië (2016) · 
Italië (2021) · 
Japan (2018) · 
Kroatië (2022) · 
Marokko (2022) · 
Nederland (1985) · 
Panama (2018) ·
Polen (1982) · 
Portugal (2021) · 
Rusland (2014) · 
Rusland (2021) · 
Sovjet-Unie (1982) · 
Tunesië (2018) · 
Verenigde Staten (2014) ·
West-Duitsland (1980) · 
Zuid-Korea (2014)